# Roberta Gambarini
Roberta Gambarini (Torino, Olaszország, 1972. –) olasz dzsesszénekesnő.
Az Amerikai Egyesült Államokban él.

## Pályakép
Egyesek Ella Fitzgeraldhoz, mások Sarah Vaughan-hoz hasonlítják.
Sikereket ért el, díjakat nyert. 1998-ban az Egyesült Államokba költözött. A New England-i Konzervatóriumban volt ösztöndíjas. A Thelonious Monk Dzsesszersenyen harmadik díjas lett. Európától a Közel-Keleten át Japánig koncertezett. Ezeken a fellépéseken partnerei voltak James Moody, Billy Higgins, Clark Terry, Jimmy Heath, Herbie Hancock, Ron Carter, Michael Brecker, Hank Jones, Johnny Griffin, Chucho Valdés, Toots Thielemans, Kenny Barron, Slide Hampton, Roy Hargrove, Mulgrew Miller, Russel Malone, Christian McBride.
2004 óta tagja a Dizzy Gillespie All Stars Big Bandnek. A repertoárján vannak a fontosabb dzsessz-sztenderdek. Bravúrosan scattel.

## Lemezek
- Apreslude with  Antonio Scarano (1991)
- Easy to Love (Groovin' High, 2006)
- Lush Life (2006)
- You Are There (2007)
- So in Love (Grooving High (2009)
- The Shadow of Your Smile (2013)
- Jazzt in Time, Guido Manusardi Quartet (1989)
- Sixteen Men and a Chick Singer Swingin, Pratt Brothers Big Band (2004)
- Dizzy's Business, Dizzy Gillespie All-Star Band (2006)
- Under Italian Skies, Andrea Donati (Kind of Blue, 2009)
- I'm BeBoppin' Too, Dizzy Gillespie All-Star Band (2009)
- Emergence (2009)
- Swing '85 (2013)

### Közreműködések
- Jazzt in Time, Guido Manusardi Quartet (Splasc, 1989)
- Sixteen Men and a Chick Singer Swingin, Pratt Brothers Big Band (CAP, 2004)
- Dizzy's Business, Dizzy Gillespie All-Star Band, 2006)
- Under Italian Skies, Andrea Donati (Kind of Blue, 2009)
- I'm BeBoppin' Too, Dizzy Gillespie All-Star Band (Half Note, 2009)
- Emergence, Roy Hargrove (EmArcy, 2009)
- Swing '85, (Paul Kuhn (band leader) (In+Out, 2013)
- No Eyes, Emanuele Cisi (Warner Music Italy), 2018)

## Díjak
- 2007: Easy to Love – Grammy-díj jelölés: Best Jazz Vocal Album
- 2010: So in Love – Grammy-díj jelölés: Best Jazz Vocal Album